# Jessica & Krystal
Jessica & Krystal (en hangul, 제시카 & 크리스탈; romanización revisada, Jesika & Keuriseutal) es un programa de telerrealidad interpretado por las hermanas Jung, Jessica y Krystal de f(x) en su vida cotidiana, sus personalidades verdaderas y que tan buena relación tienen las dos hermanas.

## Antecedentes
Jessica & Krystal lleva a los espectadores detrás de las escenas, para dar a conocer Jung Soo Yeon y Jung Soo Jung, la vida cotidiana normal como hermanas y amigos. El uso de nombres coreanos de la chicas implica que los espectadores van a ver un lado de cerca y personal de las dos hermanas, en lugar de su aparición en el escenario como Jessica y Krystal. Kim Ji Wook el productor del programa declaró, «El estilo de vida real de las hermanas Jung se dará a conocer. Les pedimos que muestren mucho interés y anticipación de la revelación de las historias de las hermosas hermanas.»

## Recepción
Jessica & Krystal recibió una calificación en línea streaming 4.6% por su primer episodio, que es 15 veces más alta que las notas de programa anterior de la canal en el mismo intervalo de tiempo.